# Liga ARC 2007
La temporada 2007 de la Liga ARC fue la segunda edición desde que se iniciara la competición de traineras organizada por la Asociación de Remo del Cantábrico en 2006. Se compone de dos grupos de 12 y 10 equipos respectivamente. La temporada regular comenzó el 30 de junio en El Rasillo (La Rioja) y en Orio (Guipúzcoa) y terminó el 26 de agosto en Pontejos y Colindres (Cantabria). Posteriormente, se disputaron los play-off para el ascenso a la Liga ACT y entre los dos grupos de la Liga ARC.

## Sistema de competición
La Liga ARC estuvo dividida en 2 grupos cada uno de los cuales disputó un calendario de regatas propio. Al finalizar la liga regular y para decidir los ascensos y descensos entre la Liga ACT y los 2 grupos de la Liga ARC se disputaron los siguientes play-off:
- Play-off previo de ascenso a Liga ACT: se disputaron dos plazas para competir en el posterior play-off de ascenso a la Liga ACT entre los 2 primeros clasificados del Grupo 1 y los 2 primeros de la Liga LGT.
- Play-off de ascenso a Liga ACT: se disputaron 2 plazas en la Liga ACT entre los 2 últimos clasificados de dicha competición y los 2 primeros de la eliminatoria previo.
- Play-off entre grupos ARC: el campeón del Grupo 2 ascendió directamente al Grupo 1 y la última plaza del Grupo 1 se disputó entre los dos últimos clasificados del Grupo 1 y el segundo y tercero del Grupo 2.

## Calendario

### Temporada regular
Las siguientes regatas tuvieron lugar en 2007.

#### Grupo 1
| Orden | Regata                                          | Fecha        | Hora  | Localidad           | Provincia |
| ----- | ----------------------------------------------- | ------------ | ----- | ------------------- | --------- |
| 1     | XI Bandera de La Rioja                          | 30 de junio  | 17:00 | El Rasillo          | La Rioja  |
| 2     | XIV Bandera de Sestao                           | 8 de julio   | 12:15 | Sestao              | Vizcaya   |
| 3     | XVII Bandera Ayuntamiento de Camargo            | 14 de julio  | 16:45 | Camargo             | Cantabria |
| 4     | XXVIII Bandera Iltmo. Ayuntamiento de Santurtzi | 15 de julio  | 17:30 | Santurce            | Vizcaya   |
| 5     | XXXVIII Bandera de Santander                    | 21 de julio  | 19:00 | Santander           | Cantabria |
| 6     | Bandera de Guetaria                             | 22 de julio  | 17:00 | Guetaria            | Guipúzcoa |
| 7     | XXIII Bandera de Pasajes                        | 28 de julio  | 17:30 | Pasajes de San Juan | Guipúzcoa |
| 8     | XXII El Correo Ikurriña-Gran Premio BBK         | 29 de julio  | 12:00 | Lequeitio           | Vizcaya   |
| 9     | XXIII Bandera de Ondárroa                       | 4 de agosto  | 17:00 | Ondárroa            | Vizcaya   |
| 10    | XXII Regata Promoción de Fuenterrabía           | 5 de agosto  | 17:00 | Fuenterrabía        | Guipúzcoa |
| 11    | Bandera ARC - Ayuntamiento de Lequeitio         | 15 de agosto | 12:00 | Lequeitio           | Vizcaya   |
| 12    | IV Bandera Donostia Arraun Lagunak              | 19 de agosto | 12:00 | San Sebastián       | Guipúzcoa |
| 13    | XXIV Bandera Petronor                           | 25 de agosto | 17:00 | Ciérvana            | Vizcaya   |
| 14    | XXIII Bandera Marina de Cudeyo                  | 26 de agosto | 16:30 | Pontejos            | Cantabria |

#### Grupo 2
| Orden | Regata                                   | Fecha        | Hora  | Localidad            | Provincia |
| ----- | ---------------------------------------- | ------------ | ----- | -------------------- | --------- |
| 1     | XI Bandera de Hernani                    | 30 de junio  | 17:00 | Orio                 | Guipúzcoa |
| 2     | XVII Bandera de San Juan de Luz          | 1 de julio   | 11:30 | San Juan de Luz      | Francia   |
| 3     | XX Bandera de Elantxobe                  | 8 de julio   | 12:00 | Elanchove            | Vizcaya   |
| 4     | Bandera Ciudad de San Sebastián          | 14 de julio  | 18:00 | San Sebastián        | Guipúzcoa |
| 5     | I Bandera de Hibaika                     | 21 de julio  | 12:00 | Pasajes de San Pedro | Guipúzcoa |
| 6     | XIX Bandera de Plencia                   | 22 de julio  | 18:00 | Plencia              | Vizcaya   |
| 7     | I Bandera Castro Memorial Avelino Ibañez | 28 de julio  | 16:00 | Castro-Urdiales      | Cantabria |
| 8     | IV Bandera del Puerto Viejo de Algorta   | 29 de julio  | 18:00 | Algorta              | Vizcaya   |
| 9     | X Bandera de Las Arenas                  | 4 de agosto  | 19:30 | Las Arenas           | Vizcaya   |
| 10    | XXVI Bandera Noble Villa de Portugalete  | 15 de agosto | 17:30 | Portugalete          | Vizcaya   |
| 11    | XXX Bandera Villa de Bilbao              | 19 de agosto | 12:00 | Bilbao               | Vizcaya   |
| 12    | XIV Bandera Ría del Asón                 | 26 de agosto | 12:00 | Colindres            | Cantabria |

### Play-off

#### Play-off previo de ascenso a Liga ACT
| Orden | Regata | Fecha            | Hora  | Provincia |
| ----- | ------ | ---------------- | ----- | --------- |
| 1     | Górliz | 15 de septiembre | 16:30 | Vizcaya   |
| 2     | Bermeo | 16 de septiembre | 11:30 | Vizcaya   |

#### Play-off de ascenso a Liga ACT
| Orden | Regata      | Fecha            | Hora  | Provincia |
| ----- | ----------- | ---------------- | ----- | --------- |
| 1     | Bilbao      | 22 de septiembre | 16:30 | Vizcaya   |
| 2     | Portugalete | 23 de septiembre | 12:00 | Vizcaya   |

#### Play-off entre grupos
| Orden | Regata                                                            | Fecha           | Hora  | Localidad    | Provincia |
| ----- | ----------------------------------------------------------------- | --------------- | ----- | ------------ | --------- |
| 1     | XX Bandera de Erandio (en ría)                                    | 1 de septiembre | 17:30 | Erandio      | Vizcaya   |
| 2     | XII Bandera de la Cofradía de Pescadores de Fuenterrabía (en mar) | 2 de septiembre | 18:00 | Fuenterrabía | Guipúzcoa |

## Traineras participantes

### Grupo 1
Según los ascensos y descensos del año anterior el Grupo 1 de la liga ARC ya estaba confeccionada, pero antes del comienzo de la competición hubo dos bajas significativas, Trintxerpe y Ciudad de Santander no pudieron completar la trainera a tiempo por lo que sus plazas fueron ocupadas por Hondarribia B y por Ur-Kirolak, que no consiguieron ascender el año anterior.
| Equipo                     | Nombre de la Trainera | Localidad           | Provincia |
| -------------------------- | --------------------- | ------------------- | --------- |
| Pontejos-Repsol YPF        | José Luis Valdueza    | Pontejos            | Cantabria |
| Camargo                    | Virgen del Carmen     | Camargo             | Cantabria |
| Zierbena-Bahías de Bizkaia | Zierbena              | Ciérvana            | Vizcaya   |
| Santurtzi                  | Sotera                | Santurce            | Vizcaya   |
| Kaiku                      | Bizkaitarra           | Sestao              | Vizcaya   |
| Isuntza-Super BM-Grafilur  | Lekittarra            | Lequeitio           | Vizcaya   |
| Ondarroa                   | Antiguako ama         | Ondárroa            | Vizcaya   |
| Getaria-Indaux             | Esperantza            | Guetaria            | Guipúzcoa |
| Ur-Kirolak-Easo Motor      | Koruko Ama            | San Sebastián       | Guipúzcoa |
| Donostia Arraun Lagunak    | Lugañene              | San Sebastián       | Guipúzcoa |
| San Juan-Iberdrola         | San Juan              | Pasajes de San Juan | Guipúzcoa |
| Hondarribia B-Pasquier     | Ama Guadalupekoa      | Fuenterrabía        | Guipúzcoa |

### Grupo 2
| Equipo        | Nombre de la Trainera | Localidad           | Provincia |
| ------------- | --------------------- | ------------------- | --------- |
| Colindres     | San Ginés             | Colindres           | Cantabria |
| Castro B      | La Marinera           | Castro-Urdiales     | Cantabria |
| Getxo-Suminan | Goizeko Izarra        | Guecho              | Vizcaya   |
| Raspas        | Areatarra             | Las Arenas (Guecho) | Vizcaya   |
| Deusto-Tecuni | Tomatera              | Bilbao              | Vizcaya   |
| Arkote B      | Plentzitarra          | Plencia             | Vizcaya   |
| Busturialdea  | Busturialdea          | Elanchove           | Vizcaya   |
| Hernani       | Txirrita              | Hernani             | Guipúzcoa |
| Hibaika       | Madalen               | Rentería            | Guipúzcoa |

### Equipos por provincia
| Provincia | Grupo | N. | Equipos |
| --------- | ----- | -- | --- |
| Vizcaya   | 1     | 5  | Isuntza-Super BM-Grafilur, Kaiku, Ondarroa, Santurtzi, Zierbena-Bahías de Bizkaia                          |
| Vizcaya   | 2     | 6  | Arkote B, Busturialdea, Deusto-Tecuni, Getxo-Suminan, Portugalete-Ballonti, Raspas                         |
| Vizcaya   | TOTAL | 11 | |
| Guipúzcoa | 1     | 5  | Donostia Arraun Lagunak, Getaria-Indaux, Hondarribia B-Pasquier, San Juan-Iberdrola, Ur-Kirolak-Easo Motor |
| Guipúzcoa | 2     | 2  | Hernani, Hibaika                                                                                           |
| Guipúzcoa | TOTAL | 7  | |
| Cantabria | 1     | 2  | Camargo, Pontejos-Repsol YPF                                                                               |
| Cantabria | 2     | 2  | Castro B, Colindres                                                                                        |
| Cantabria | TOTAL | 4  | |

### Ascensos y descensos
| Pos. | Descendido de Liga ACT |
| ---- | ---------------------- |
| 12.º | San Juan-Iberdrola     |

| Pos.  | Ascendidos de Grupo 2       |
| ----- | --------------------------- |
| 1.º   | Kaiku                       |
| Prom. | Ur-Kirolak-Easo Motor (2.º) |

| Pos. | Clubes de Grupo 1 no inscritos |
| ---- | ------------------------------ |
| 4.º  | Trintxerpe                     |
| 11.º | Ciudad de Santander            |

| Pos. | Nueva inscripción |
| ---- | ----------------- |
| -    | Arkote B          |
| -    | Busturialdea      |
| -    | Castro B          |
| -    | Getxo-Suminan     |
| -    | Hernani           |
| -    | Hibaika           |

| Pos. | Clubes de Grupo 2 no inscritos |
| ---- | ------------------------------ |
| 3.º  | Urola Kosta                    |
| 5.º  | Lutxana                        |
| 6.º  | Ur Joko                        |
| 10.º | Algorta                        |

     Ascenso directo.

     Ascenso después de play-off.

     Descenso directo ordinario.

     Descenso administrativo o desaparición.

     Nueva inscripción.

## Clasificación
A continuación se recoge la clasificación en cada una de las regatas disputadas en cada grupo.

### Grupo 1

#### Puntuaciones
Los puntos se reparten entre los doce participantes en cada regata.
| Posición | 1.º | 2.º | 3.º | 4.º | 5.º | 6.º | 7.º | 8.º | 9.º | 10.º | 11.º | 12.º |
| Puntos   | 12  | 11  | 10  | 9   | 8   | 7   | 6   | 5   | 4   | 3    | 2    | 1    |

#### Resultados por regata
| Pos. | Club                       | Trainera           | 1 RIO | 2 SES | 3 CAM | 4 SCE | 5 SER | 6 GUE | 7 PAS | 8 COR | 9 OND | 10 PRO | 11 LEQ | 12 DON | 13 PET | 14 CUD | Puntos |
| ---- | -------------------------- | ------------------ | ----- | ----- | ----- | ----- | ----- | ----- | ----- | ----- | ----- | ------ | ------ | ------ | ------ | ------ | ------ |
| 1    | Getaria-Indaux             | Esperantza         | 1     | 1     | 1     | 2     | 1     | 1     | 1     | 4     | 1     | 1      | 3      | C      | 2      | 2      | 148    |
| 2    | San Juan-Iberdrola         | San Juan           | 2     | 2     | 2     | 1     | 6     | 2     | 3     | 1     | 7     | 6      | 1      | C      | 1      | 1      | 134    |
| 3    | Isuntza-Super BM-Grafilur  | Lekittarra         | 5     | 3     | 3     | 5     | 3     | 3     | 6     | 3     | 4     | 4      | 2      | C      | 5      | 7      | 116    |
| 4    | Kaiku                      | Bizkaitarra        | 3     | 4     | 6     | 3     | 2     | 6     | 8     | 2     | 3     | 9      | 4      | C      | 4      | 6      | 109    |
| 5    | Camargo                    | Virgen del Carmen  | 7     | 7     | 4     | 4     | 5     | 7     | 2     | 5     | 2     | 3      | 5      | C      | 8      | 4      | 106    |
| 6    | Pontejos-Repsol YPF        | José Luis Valdueza | 4     | 5     | 5     | 6     | 4     | 4     | 4     | 6     | 6     | 5      | 8      | C      | 3      | 9      | 100    |
| 7    | Ondarroa                   | Antiguako ama      | 6     | 6     | 7     | 7     | 7     | 5     | 7     | 9     | 5     | 7      | 6      | C      | 10     | 3      | 84     |
| 8    | Donostia Arraun Lagunak    | Lugañene           | 10    | 8     | 8     | 8     | 8     | 8     | 5     | 7     | 9     | 2      | 7      | C      | 6      | 8      | 75     |
| 9    | Zierbena-Bahías de Bizkaia | Zierbena           | 9     | 9     | 10    | 11    | 10    | 9     | 9     | 8     | 8     | 8      | 10     | C      | 9      | 5      | 54     |
| 10   | Santurtzi                  | Sotera             | 8     | 10    | 9     | 9     | 9     | 10    | 10    | 11    | 12    | 10     | 9      | C      | 7      | 10     | 45     |
| 11   | Ur-Kirolak-Easo Motor      | Koruko Ama         | 12    | 12    | 11    | 10    | 12    | 11    | 11    | 10    | 10    | 11     | 12     | C      | 11     | 12     | 24     |
| 12   | Hondarribia B-Pasquier     | Ama Guadalupekoa   | 11    | 11    | 12    | 12    | 11    | 12    | 12    | 12    | 11    | 12     | 11     | C      | 12     | 11     | 19     |

| Color  | Resultado            |
| ------ | -------------------- |
| Oro    | Ganador              |
| Plata  | Segundo              |
| Bronce | Tercero              |
| Verde  | Puntuó               |
| Blanco | C - Regata cancelada |

La Bandera Donostia fue suspendida por el mal tiempo.

#### Palmarés
| Pos. | Club                       | Victorias | Segundos | Terceros | Puntos | Ascenso o descenso            |
| ---- | -------------------------- | --------- | -------- | -------- | ------ | ----------------------------- |
| 1    | Getaria-Indaux             | 8         | 3        | 1        | 148    | Play-off de previo de ascenso |
| 2    | San Juan-Iberdrola         | 5         | 4        | 1        | 134    | Play-off de previo de ascenso |
| 3    | Isuntza-Super BM-Grafilur  | -         | 1        | 5        | 116    |                               |
| 4    | Kaiku                      | -         | 2        | 3        | 109    |                               |
| 5    | Camargo                    | -         | 2        | 1        | 106    |                               |
| 6    | Pontejos-Repsol YPF        | -         | -        | 1        | 100    |                               |
| 7    | Ondarroa                   | -         | -        | 1        | 84     |                               |
| 8    | Donostia Arraun Lagunak    | -         | 1        | -        | 75     |                               |
| 9    | Zierbena-Bahías de Bizkaia | -         | -        | -        | 54     |                               |
| 10   | Santurtzi                  | -         | -        | -        | 45     |                               |
| 11   | Ur-Kirolak-Easo Motor      | -         | -        | -        | 24     | Play-off de descenso          |
| 12   | Hondarribia B-Pasquier     | -         | -        | -        | 19     | Play-off de descenso          |

### Grupo 2

#### Puntuaciones
Los puntos se reparten entre los diez participantes en cada regata.
| Posición | 1.º | 2.º | 3.º | 4.º | 5.º | 6.º | 7.º | 8.º | 9.º | 10.º |
| Puntos   | 10  | 9   | 8   | 7   | 6   | 5   | 4   | 3   | 2   | 1    |

#### Resultados por regata
| Pos. | Club                 | Trainera       | 1 HER | 2 LUZ | 3 ELA | 4 SEB | 5 HIB | 6 PLE | 7 CAS | 8 ALG | 9 ARE | 10 POR | 11 BIO | 12 ASO | Puntos |
| ---- | -------------------- | -------------- | ----- | ----- | ----- | ----- | ----- | ----- | ----- | ----- | ----- | ------ | ------ | ------ | ------ |
| 1    | Castro B             | La Marinera    | 1     | 2     | 2     | 3     | 1     | 5     | 1     | 2     | 1     | 1      | 2      | 2      | 109    |
| 2    | Portugalete-Ballonti | Jarrillera     | 5     | 1     | 3     | 1     | 2     | 2     | 3     | 1     | 3     | 4      | 3      | 5      | 99     |
| 3    | Busturialdea         | Busturialdea   | 3     | 5     | 1     | 2     | 4     | 1     | 2     | 10    | 4     | 2      | 1      | 1      | 96     |
| 4    | Hernani              | Txirrita       | 2     | 4     | 6     | 6     | 5     | 4     | 5     | 3     | 5     | 3      | 6      | 4      | 79     |
| 5    | Arkote B             | Plentzitarra   | 7     | 3     | 7     | 8     | 3     | 3     | 6     | 4     | 8     | 5      | 7      | 6      | 65     |
| 6    | Deusto-Tecuni        | Tomatera       | 4     | 8     | 4     | 5     | 7     | 6     | 9     | 7     | 6     | 7      | 4      | 3      | 62     |
| 7    | Getxo-Suminan        | Goizeko Izarra | 6     | 7     | 5     | 4     | 6     | 9     | 4     | 5     | 7     | 6      | 5      | 8      | 60     |
| 8    | Colindres            | San Ginés      | 8     | 6     | 8     | 7     | 9     | 8     | 7     | 8     | 9     | 9      | 8      | 7      | 38     |
| 9    | Hibaika              | Madalen        | 9     | 9     | 9     | 10    | 8     | 7     | 8     | 6     | 2     | 8      | 9      | 10     | 37     |
| 10   | Raspas               | Areatarra      | 10    | 10    | 10    | 9     | 10    | 10    | 10    | 9     | 10    | 10     | 10     | 9      | 15     |

#### Palmarés
| Pos. | Club                 | Victorias | Segundos | Terceros | Puntos | Ascenso o descenso  |
| ---- | -------------------- | --------- | -------- | -------- | ------ | ------------------- |
| 1    | Castro B             | 5         | 5        | 1        | 109    | Ascenso a Grupo 1   |
| 2    | Portugalete-Ballonti | 3         | 2        | 4        | 99     | Play-off de ascenso |
| 3    | Busturialdea         | 4         | 3        | 1        | 96     | Play-off de ascenso |
| 4    | Hernani              | -         | 1        | 2        | 79     |                     |
| 5    | Arkote B             | -         | -        | 3        | 65     |                     |
| 6    | Deusto-Tecuni        | -         | -        | 1        | 62     |                     |
| 7    | Getxo-Suminan        | -         | -        | -        | 60     |                     |
| 8    | Colindres            | -         | -        | -        | 38     |                     |
| 9    | Hibaika              | -         | 1        | -        | 37     |                     |
| 10   | Raspas               | -         | -        | -        | 15     |                     |

### Play-off previo de ascenso a Liga ACT

#### Puntuaciones
Los puntos se reparten entre los cuatro participantes en cada regata.
| Posición | 1.º | 2.º | 3.º | 4.º |
| Puntos   | 4   | 3   | 2   | 1   |

#### Resultados
| Pos. | Club               | Trainera   | 1 BIL | 2 POR | Puntos | Pasa a play-off     |
| ---- | ------------------ | ---------- | ----- | ----- | ------ | ------------------- |
| 1    | Tirán Pereira      | Pereira    | 1     | 2     | 7      | Play-off de ascenso |
| 2    | Getaria-Indaux     | Esperantza | 2     | 3     | 5      | Play-off de ascenso |
| 3    | Samertolameu       | Meira Mar  | 4     | 1     | 5      |                     |
| 4    | San Juan-Iberdrola | San Juan   | 3     | 4     | 4      |                     |

### Play-off de ascenso a Liga ACT

#### Puntuaciones
Los puntos se reparten entre los cuatro participantes en cada regata.
| Posición | 1.º | 2.º | 3.º | 4.º |
| Puntos   | 4   | 3   | 2   | 1   |

#### Resultados
| Pos. | Club           | Trainera     | 1 BIL | 2 POR | Puntos | Ascenso o descenso    |
| ---- | -------------- | ------------ | ----- | ----- | ------ | --------------------- |
| 1    | Tirán Pereira  | Pereira      | 2     | 1     | 7      | Asciende a Liga ACT   |
| 2    | Arkote         | Plentzitarra | 1     | 3     | 6      | Permanece en Liga ACT |
| 3    | Getaria-Indaux | Esperantza   | 3     | 2     | 5      | Permanece en Liga ARC |
| 4    | Mecos-Mondariz | Mequiña      | 4     | 4     | 2      | Desciende a Liga LGT  |

### Play-off entre grupos

#### Puntuaciones
Los puntos se reparten entre los cuatro participantes en cada regata.
| Posición | 1.º | 2.º | 3.º | 4.º |
| Puntos   | 4   | 3   | 2   | 1   |

#### Resultados
| Pos. | Club                   | Trainera         | 1 RÍA | 2 MAR | Puntos | Ascenso o descenso   |
| ---- | ---------------------- | ---------------- | ----- | ----- | ------ | -------------------- |
| 1    | Busturialdea           | Busturialdea     | 2     | 1     | 7      | Asciende a Grupo 1   |
| 2    | Ur-Kirolak-Easo Motor  | Koruko Ama       | 1     | 3     | 6      | Permanece en Grupo 1 |
| 3    | Portugalete-Ballonti   | Jarrillera       | 3     | 2     | 5      | Permanece en Grupo 2 |
| 4    | Hondarribia B-Pasquier | Ama Guadalupekoa | 4     | 4     | 2      | Desciende a Grupo 2  |

Debido a la desaparición de Ur-Kirolak-Easo Motor, el equipo de Portugalete-Ballonti ascendió de categoría.